# World Embryo
World Embryo (ワールドエンブリオ?, Wārudo Enburio) è un manga scritto e disegnato da Daisuke Moriyama, pubblicato sulla rivista Young King OURs dalla Shōnen Gahōsha sotto l'etichetta Young King Comics dal 30 aprile 2005 al 30 maggio 2014. La serie è stata raccolta in 13 volumi tankōbon. In Italia è stata pubblicata da Edizioni BD sotto l'etichetta J-Pop dal 24 maggio 2007 al 22 settembre 2012, per un totale di 8 volumi su 13.

## Trama
La storia ruota attorno a un ragazzo, Riku Amami, che misteriosamente un giorno riceve un messaggio sul proprio cellulare da un numero sconosciuto dove gli viene mostrata una foto della sorella defunta davanti a un ospedale abbandonato. Il ragazzo decide di indagare, recandosi nel luogo raffigurato nella foto, dove appunto era morta la sorella due anni prima. Ma giunto sul posto l’unica cosa che trova è un gruppo di teppistelli che minaccia di picchiarlo. Fortunatamente Riku viene salvato da Rena e Youhei, che mettono in fuga la banda di ragazzi. Tuttavia al capo dei teppisti suona il telefono e in un attimo si trasforma in un mostro, detto Kanshu, che va ad attaccare i tre ragazzi. Ben presto Riku scopre che Rena e Youhei sono dei cacciatori di demoni, detti Jinkitsukai, che si occupano appunto di contrastare questi mostri. Durante il combattimento Riku si imbatte in un bozzolo che lo salva dall’attacco di un mostro. Dal misterioso bozzolo esce fuori una bambina che assomiglia inspiegabilmente alla sorella deceduta del protagonista. La bambina dimostra di possedere capacità di crescita sorprendenti, e delle orecchie diverse dagli esseri umani.
Riku inizia a combattere contro i mostri unendosi agli altri cacciatori che danno la caccia al Kanshu originale, cercando anche di svelare il mistero della bambina.

## Terminologia
- Kanshu è il nome dei mostri in cui si trasformano gli esseri umani dopo essere stati contagiati attraverso le onde elettromagnetiche dei telefoni cellulari o attraverso il contatto diretto con un altro Kanshu. La caratteristica di questi mostri è quella di far squillare tutti i telefoni nei dintorni: chi risponde subisce la stessa trasformazione. Una volta trasformati in Kanshu pare non sia possibile tornare indietro e i ricordi dell'esistenza precedente vengono cancellati. Kanshu è un neologismo dell'autore del manga, formato dagli ideogrammi di "bara, feretro" e "proteggere".
- Jinkitsukai sono coloro che combattono i Kanshu. Lottano usando delle armi dette "Jinki", insite nel loro organismo e sfruttando uno schermo difensivo detto "Keiji". Sono umani che sono stati infettati ma che hanno arrestato il loro processo di trasformazione dotandosi di un Jink Core, una particolare fonte di energia che è in grado di sostituire le parti del cervello danneggiate. Anche in questo caso si tratta di neologismi creati dall'autore. Gli ideogrammi di "Jinki" significano "lama" e "bandiera" (Jinkitsukai sarebbe "utilizzatore di Jinki") mentre quelli di "Keiji" sono "coscienza e sfera".

## Personaggi
- Riku Amami (天海 陸 Amami Riku) Protagonista del manga, liceale che vive con il padre e la matrigna. Era particolarmente affezionato alla sorella, Amane, che si presume però sia morta due anni prima in un incendio. Riku subisce una ferita mortale da un Kanshu che attiva la trasformazione in un mostro, e Nene, la bambina, tenta di fermare il processo quasi inutilmente. Quando Youhei sacrifica la propria vita donando a Riku il proprio nucleo di Jinkitsukai, blocca del tutto la sua trasformazione in un Kanshu, diventando un cacciatore come loro. Entra così a far parte dell’organizzazione che dà la caccia ai Kanshu, la F.L.A.G.
- Nene (ネーネ Neene) È la bambina che nasce dal bozzolo trovato da Riku nell’ospedale abbandonato. Nene sembra avere due anni e assomiglia misteriosamente alla sorella di Riku. Possiede un secondo paio di orecchie che le permettono di controllare i Kanshu. Rimane sotto la protezione di Riku che si prende sempre cura di lei, e arriva a chiamarlo “papà”; inoltre chiama “mamma” Rena.
- Rena Arisugawa (有栖川 レナ Arisugawa Rena) Rena è una giovane Jinkitsukai, rappresentata come una persona seria e determinata sul lavoro che le viene assegnato, dove molto spesso assume il comando. Era la partner di Youhei, ma dopo la sua morte diventa la compagna di Riku. In passato è stata a stretto contatto con dei Kanshu, che l’hanno resa quello che è ora; al tempo stesso, ha perso tutta la sua famiglia.
- Amane Amami (天海 天音 Amami Amane) È la sorellastra di Riku scomparsa durante un incidente due anni prima dell'inizio della storia. Prima di andare a vivere con la famiglia Amami e acquistare il loro cognome, lei e sua sorella Shizuru appartenevano alla famiglia Sasamori.
- Shizuru Amami (天海 静流 Amami Shizuru) È la matrigna di Riku e si prende sempre cura di lui. Lei spera che il ragazzo la chiami “mamma” un giorno: per questo si mostra sempre disponibile e gentile con lui. Anche lei nota che Nene assomiglianza alla sorella defunta ed è questo a impedirle di portarla in qualche centro per farla esaminare. Si sposa con il padre di Riku e cambia il suo cognome in Amami.
- Youhei Takebe (武部 洋平 Takebe Yōhei) È un giovane Jinkitsukai che ha combattuto fin da piccolo al fianco di Riku. Salva Riku nell’ospedale abbandonato e si sente molto responsabile per lui, convinto di averlo messo in pericolo. Acquista il suo nucleo Jinki dalla sua professoressa, e alla fine quando ormai sta per morire, decide di salvare Riku dalla trasformazione donandogli il suo nucleo. Inoltre gli chiede di ucciderlo prima che si trasformi in un Kanshu.

## Manga
La serie è stata scritta e disegnata da Daisuke Moriyama che ha annunciato la fine del manga nel 2014 . In Italia la serie è edita da Edizioni BD sotto l'etichetta J-Pop, che ne ha iniziato la pubblicazione il 24 maggio 2007, ma l'ha interrotta il 22 settembre 2012, pubblicando così solo 8 volumi su 13. All'interno di ogni capitolo, verso la fine del manga, l'autore pubblica delle vignette, solitamente raffiguranti sé stesso nei panni di una creatura parlante, dove spiega tramite piccoli sketch alcune curiosità sulla realizzazione del manga e finge di interagire con i protagonisti della sua opera.
La serie è stata pubblicata in Giappone da Shōnen Gahōsha, in Singapore da Chuang Yi, in Australia da Madman Entertainment, in America del Nord da Dark Horse Comics e in Francia da Kazè Anime.

### Volumi
| Nº | Titolo italiano Giapponese 「Kanji」 - Rōmaji              | Data di prima pubblicazione              | Data di prima pubblicazione              |
| Nº | Titolo italiano Giapponese 「Kanji」 - Rōmaji              | Giapponese                               | Italiano                                 |
| 1  | World Embryo 1 「ワールドエンブリオ 1」 - Waarudoenburio 1 | 27 marzo 2006 ISBN 978-4-7859-2629-8     | 24 maggio 2007 ISBN 978-88-6123-077-4    |
| 2  | World Embryo 2 「ワールドエンブリオ 2」 - Waarudoenburio 2 | 27 novembre 2006 ISBN 978-4-7859-2717-2  | 20 marzo 2008 ISBN 978-88-6123-225-9     |
| 3  | World Embryo 3 「ワールドエンブリオ 3」 - Waarudoenburio 3 | 9 agosto 2007 ISBN 978-4-7859-2830-8     | 3 luglio 2008 ISBN 978-88-6123-249-5     |
| 4  | World Embryo 4 「ワールドエンブリオ 4」 - Waarudoenburio 4 | 28 aprile 2008 ISBN 978-4-7859-2951-0    | 6 settembre 2009 ISBN 978-88-6634-013-3  |
| 5  | World Embryo 5 「ワールドエンブリオ 5」 - Waarudoenburio 5 | 29 gennaio 2009 ISBN 978-4-7859-3099-8   | 14 novembre 2010 ISBN 978-88-6123-779-7  |
| 6  | World Embryo 6 「ワールドエンブリオ 6」 - Waarudoenburio 6 | 28 dicembre 2009 ISBN 978-4-7859-3287-9  | 6 marzo 2011 ISBN 978-88-6123-787-2      |
| 7  | World Embryo 7 「ワールドエンブリオ 7」 - Waarudoenburio 7 | 3 settembre 2010 ISBN 978-4-7859-3460-6  | 25 agosto 2011 ISBN 978-88-6634-318-9    |
| 8  | World Embryo 8 「ワールドエンブリオ 8」 - Waarudoenburio 8 | 10 giugno 2011 ISBN 978-4-7859-3634-1    | 22 settembre 2012 ISBN 978-88-6634-328-8 |
| 9  | 「ワールドエンブリオ 9」 - Waarudoenburio 9                | 7 marzo 2012 ISBN 978-4-7859-3799-7      | -                                        |
| 10 | 「ワールドエンブリオ 10」 - Waarudoenburio 10              | 30 maggio 2013 ISBN 978-4-7859-5058-3    | -                                        |
| 11 | 「ワールドエンブリオ 11」 - Waarudoenburio 11              | 30 maggio 2013                           | -                                        |
| 12 | 「ワールドエンブリオ 12」 - Waarudoenburio 12              | 30 settembre 2014 ISBN 978-4-7859-5391-1 | -                                        |
| 13 | 「ワールドエンブリオ 13」 - Waarudoenburio 13              | 30 settembre 2014 ISBN 978-4-7859-5392-8 | -                                        |

## Accoglienza
Il manga ha ricevuto molte recensioni positive, sia su MyAnimeList che sul sito di Baka-Updates Manga.